# 木下修一
木下 修一（きのした しゅういち、1990年7月9日 - ）は、トップチャレンジリーグコカ・コーラレッドスパークスに所属するラグビーユニオン選手。

## プロフィール
- 佐賀県出身[1]。
- ポジションはロック(LO)。
- 身長 185cm、体重 101kg
- ニックネームはシュウイチ。

## 略歴
ラグビーを始めたきっかけは小学校の時、コーチに誘われたことから。
2009年、佐賀工業高校卒業後、帝京大学に入る。なお佐賀工業高校時代、高校日本代表候補に選ばれ、第32回高校東西対抗試合の参加メンバーに選出された。　
2013年、帝京大学卒業後、コカ・コーラウエストレッドスパークス（現・コカ・コーラレッドスパークス）に加入。
2014年8月30日に行われたジャパンラグビートップリーグ第2節のNTTドコモレッドハリケーンズ戦にて途中出場で公式戦初出場を果たす。